# Амагов, Азамат Мовладиевич
Азамат Мовладиевич Амагов (род. 20 февраля 1985, Серноводское, Чечено-Ингушская АССР) — профессиональный боец ММА из России. Чемпион мира по панкратиону 2013 года (Мельбурн), чемпион Европы по ММА в полутяжёлом весе организации AMC Fight Nights Global. Известен по выступлениям в таких организациях, как ACB и ACA. На данный момент[какой?] выступает в полусредней и средней весовых категориях. Представляет клуб «Беркут», живёт в Волгограде.

## Биография
Азамат Амагов родился 20 февраля 1985 в селе Серноводское (ныне — районный центр в Чеченской Республике). По окончании школы учился в Серноводском сельскохозяйственном техникуме. В 2003 году поступил в Волгоградскую академию МВД РФ на специальность «Юриспруденция».
Серьёзно заниматься единоборствами начал только в 2008 году. Первым видом спорта для Азамата была вольная борьба, позже Амагов решил попробовать силы в панкратионе и ММА. В 2013 стал чемпионом мира по панкратиону в двух разделах. Пять раз выигрывал Кубок Сталинграда по ММА. На данный момент выступает в российском промоушене ACA в полусредней и средней весовых категориях. Имеет профессиональный рекорд 11-2.
Побеждал таких бойцов, как Ринат Лятифов, Аримарсель Сантос, Дилан Эндрюс, Арсений Султанов.